# ISight

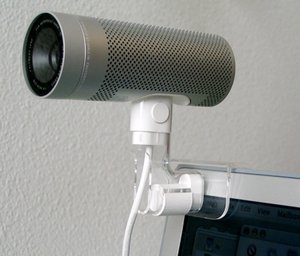
iSight掛載在PowerBook G4

iSight是一種由蘋果公司所製造的視訊鏡頭。iSight分為內置式和外接式兩種，外接式iSight通過FireWire連接，可以掛載在目前蘋果公司的筆記型電腦、整合式桌上型電腦，以及顯示器上。
蘋果電腦在2003年的世界開發者大會推出iSight。iSight是設計給iChat AV，也就是蘋果電腦的視訊會議程式。iMovie 4以及之後的版本可以從這個裝置擷取影像，而且也是Freeverse軟體公司出品的ToySight遊戲集中所推薦的攝影機。
iSight使用一條包含的FireWire纜線傳輸語音、影像和提供電源。4種攝影機的腳架，懸吊的外殼，和一個FireWire纜線的轉接頭也都包含在裡面。

## 設計
有些提倡者聲稱iSight擁有較優的顏色品質和非常好看的工業設計。1/4英吋的彩色CCD感應器有640x480 VGA的解析度。蘋果稱iSight的三部份F/2.8鏡頭是由自行設計的兩個非球面鏡元件組成。他擁有自動對焦和自動曝光，能夠擷取每秒30張24 bit顏色的視訊和使用一種快門的速度。所有的iSight包含內部的麥克風，從蘋果的廣告上得知，他的特色有雙元件噪音抑制功能。他的獨特設計和重量輕，使用其中包含的四種掛載之一，可以懸掛在螢幕上方，這個意思是能讓視訊交談的接收人可以使用眼睛的高度而非下方來對話，就像很多webcam的需求。

## 內置iSight鏡頭
儘管外接式iSight鏡頭與內置iSight鏡頭有顯著區別，但蘋果公司也用iSight這一名字稱呼其MacBook，MacBook Air和MacBook Pro筆記型電腦，2005年後期的iMac桌面電腦以及LED Cinema Display中的鏡頭。內置iSight與外接式iSight功能相近，但它使用內置的USB2.0界面連接，而非外接式所採用的FireWire 400（IEEE 1394a）。另外，內置iSight鏡頭使用了塑膠材質的棱鏡，焦距固定，並使用CMOS傳感器而非外接式採用的CCD傳感器。在LED背光的MacBook Pro中，蘋果轉向使用1280x1024像素的感應器。內置式iSight鏡頭同樣可以被Photo Booth支援。在2011年的MacBook Pro和iMac電腦中的FaceTime鏡頭可以輸出高畫質視訊。

## 相容性
iSight跟Mac OS X相容，也能夠和Windows以及Linux電腦相容；在Linux下需要libdc1394的程式庫。然而，內部的麥克風只能在Mac上有安裝iChat AV軟體上運作；解碼語音協定的Linux驅動程式開發任務正在進行中。

## iSight與FaceTime
2010年6月蘋果公司推出了iPhone 4而引入了FaceTime通訊平台，將設備前端的鏡頭稱為FaceTime鏡頭。包括後來的iOS設備和OS X設備，它們的前端鏡頭都被稱為FaceTime鏡頭。
但是在2012年3月，第三代iPad推出時，蘋果公司繼續將iOS設備上前端鏡頭稱為Facetime鏡頭，也重新把後部鏡頭冠名iSight鏡頭（包括iPhone 4、iPhone 4S和iPod touch第五代，但除了iPod touch第4代外的背部鏡頭也被冠名iSight鏡頭）。然而從2014年的iPhone 6開始，蘋果公司再次停止了使用iSight冠名iPhone/iPad/iPod Touch背部鏡頭。
通常，背部鏡頭被用於拍攝高分辨率圖像，而前置鏡頭被用於低分辨率的FaceTime視訊通話。

## 外部連結
- The iSight
- iChat AV（页面存档备份，存于）
- Freeverse's ToySight（页面存档备份，存于）
- iSight Linux audio driver（页面存档备份，存于）